# Lerema
Lerema is een geslacht van vlinders van de familie dikkopjes (Hesperiidae), uit de onderfamilie Hesperiinae.

## Soorten
- L. accius (Smith, 1797)
- L. ancillaris (Butler, 1877)
- L. elgina Schaus, 1902
- L. lenta Evans, 1955
- L. lineosa (Herrich-Schäffer, 1865)
- L. lumina (Herrich-Schäffer, 1869)
- L. veadeira Mielke, 1968
- L. viridis Bell, 1942